# Turkije op het Eurovisiesongfestival 1996
Turkije deed mee aan het Eurovisiesongfestival 1996 in Oslo, Noorwegen. Het was de 18de deelname van het land op het Eurovisiesongfestival. Het lied werd gekozen door middel van een nationale finale.

## Selectieprocedure
De kandidaat voor Turkije op het Eurovisiesongfestival werd gekozen door een nationale finale. De winnaar werd gekozen door een jury.

## In Dublin
In Ierland trad Turkije als 1ste land aan,  net voor het Verenigd Koninkrijk. Op het einde van de stemming bleek dat ze 57 punten gekregen hadden en dat ze daarmee op de 12de plaats waren geëindigd. 
Van België en Nederland ontving het respectievelijk 5 en 7 punten.

### Gekregen punten

#### Finale
| 12 punten                                  | 10 punten   | 8 punten | 7 punten    | 6 punten                            |
| ------------------------------------------ | ----------- | -------- | ----------- | ----------------------------------- |
|                                            | - Malta     | - Spanje | - Nederland | - Verenigd Koninkrijk - Zwitserland |
| 5 punten                                   | 4 punten    | 3 punten | 2 punten    | 1 punt                              |
| - België - Bosnië en Herzegovina - Finland | - Frankrijk |          |             | - Kroatië                           |

### Punten gegeven door Turkije

#### Finale
Punten gegeven in de finale:
| 12 punten | Ierland               |
| 10 punten | Malta                 |
| 8 punten  | Kroatië               |
| 7 punten  | Polen                 |
| 6 punten  | Bosnië en Herzegovina |
| 5 punten  | Portugal              |
| 4 punten  | Oostenrijk            |
| 3 punten  | Verenigd Koninkrijk   |
| 2 punten  | Noorwegen             |
| 1 punt    | Nederland             |